# Aegis: The First Mission
Aegis: The First Mission (яп. アイギス THE FIRST MISSION, кириліз.: Аеґісу Дза Фасуто Мішшон, досл. «Аіґіс: Перше завдання») — японський рольовий бойовик, розроблений та виданий Bbmf у 2007 році. Вона є приквелом до Persona 3 (2006) і належить до серії Persona, яка входить у ширшу франшизу Megami Tensei. Гра вперше вийшла в Японії 29 жовтня 2007 року для кнопкових мобільних телефонів через платформу Megaten Alpha, після чого була втрачена на багато років. У червні 2024 року гру перевидала компанія G-Mode для Nintendo Switch і Windows у межах серії G-Mode Archives+, як 100-й реліз колекції.

## Ігровий процес
Aegis: The First Mission — це тривимірний рольовий бойовик, де гравець керує Аіґіс у дослідженні лабораторії, острівних локацій та підземель. Вона може бігати, стрибати та атакувати ворогів за допомогою трьох видів зброї: вогнепальна зброя (пістолет); гранатомет; дриль для ближнього бою. Зброю можна покращувати у лабораторії, збільшуючи її шкоду та додаючи нові функції, наприклад, розширення сектора стрільби. Також можна купувати броню й предмети, а нове взуття знаходиться у скринях.
Айґіс має доступ до своєї Персони Палладіон, яка використовує душевні очки (SP) для активації бойових і підтримувальних навичок — це необхідно для бою з ворогами, які нечутливі до звичайної зброї. Перемога над ворогами приносить досвід і гроші, а підвищення рівня відкриває нові навички для Палладіон.

## Сюжет
Події гри розгортаються у травні 1999 року, за десять років до подій Persona 3. Історія слідкує за гуманоїдним роботом Аіґіс, яка бере участь у бойовій операції під час інциденту у Лабораторії ергономіки корпорації Кіріджьо, розташованій на японському острові Якушіма. Її супроводжують тренер Сота Аідзава та провідний науковець Ю Кіміджіма. Сюжет охоплює шість днів і розкриває ранні етапи розвитку Айґіс як бойового механізму.

## Розробка
Aegis: The First Mission була розроблена та видана компанією Bbmf для японських кнопкових мобільних телефонів, і вийшла 29 жовтня 2007 року через сервіс мобільної дистрибуції Megaten Alpha. Після релізу гра стала недоступною, і численні спроби відеоігрових архівістів знайти пристрої з попередньо встановленою грою не дали результату. Унаслідок цього Aegis: The First Mission вважалась втраченою грою.
У 2024 році компанія G-Mode оголосила про перевидання гри для Nintendo Switch та Windows у рамках ювілейного 100-го випуску серії G-Mode Archives+. Це перевидання стало можливим завдяки великій кількості запитів від фанатів. Замість емулювання старої версії, гру було повністю відтворено в рушії Unity. Новий реліз отримав назву Persona 3 Aegis: The First Mission і був опублікований 6 червня 2024 року.

## Сприйняття
| Видання | Оцінка |
| ------- | ------ |
| RPGFan  | 80/100 |

Aegis: The First Mission отримала позитивні відгуки критиків, які рекомендували гру фанатам Persona 3. Видання RPGFan високо оцінило екшен-складову гри, відзначивши, що вона перевершила очікування: управління було чітким і плавним, особливо з огляду на мобільне походження гри. Водночас критиці піддалися баланс бойової системи: зокрема, дриль і гранатомет були названі «марними» у порівнянні з іншою зброєю. Сюжет було названо цікавим, а персонажів — симпатичними, але дещо поверхневими. Винятком стала Ю Кіміджіма, яку рецензенти схарактеризували як повноцінно розкриту героїню, з глибокою сюжетною лінією, що стосувалася питань існування і цінності життя. Інші персонажі, за їхніми словами, переважно слугували підтримкою розвитку Кіміджіми, а роль самої Айґіс у наративі бажала бути більш значущою.
Гра також отримала високу оцінку за візуальне оформлення. Видання Dengeki Online назвало ігровий світ «красивим» і високо оцінило його 3D-графіку. RPGFan відзначило, що гра естетично вражає: моделі персонажів були на рівні Final Fantasy VII (1997), а середовище включало як природні пейзажі, так і психоделічні підземелля, що створювало виразну атмосферу.